# Лукошко
Луко́шко — залізничний зупинний пункт Конотопської дирекції Південно-Західної залізниці.
Розташований біля селі Деревини Городнянського району Чернігівської області на лінії Бахмач-Пасажирський — Деревини між станціями Хоробичі (5 км) та Терехівка (Білорусь) (16 км).
Станом на лютий 2020 року приміське пасажирське сполучення відсутнє.